# Cyclomia turturaria
Cyclomia turturaria là một loài bướm đêm trong họ Geometridae.